# Arlee (Montana)
Arlee es un lugar designado por el censo ubicado en el condado de Lake en el estado estadounidense de Montana. En el Censo de 2010 tenía una población de 636 habitantes y una densidad poblacional de 37,96 personas por km².

## Geografía
Arlee se encuentra ubicado en las coordenadas 47°10′5″N 114°5′1″O / 47.16806, -114.08361. Según la Oficina del Censo de los Estados Unidos, Arlee tiene una superficie total de 16.75 km², de la cual 16.75 km² corresponden a tierra firme y (0.05%) 0.01 km² es agua.

## Demografía
Según el censo de 2010, había 636 personas residiendo en Arlee. La densidad de población era de 37,96 hab./km². De los 636 habitantes, Arlee estaba compuesto por el 44.65% blancos, el 0% eran afroamericanos, el 47.8% eran amerindios, el 1.26% eran asiáticos, el 0% eran isleños del Pacífico, el 0.16% eran de otras razas y el 6.13% pertenecían a dos o más razas. Del total de la población el 6.13% eran hispanos o latinos de cualquier raza.